# 酒井忠朝
酒井 忠朝（さかい ただとも）は、江戸時代前期の小浜酒井家の世嗣。若年寄。官位は従五位下・備後守。

## 生涯
若狭国小浜藩初代藩主・酒井忠勝の長男として誕生した。母は松平親能の娘。幼名は隼人。
寛永8年（1631年）に元服。寛永12年（1635年）小姓組番頭を皮切りに、奏者番、若年寄などを歴任した。大老をも務めた江戸幕府の重鎮である忠勝の、内外共に認める後継者として幕閣の若手の出世育成コースを駆けた。『古事類苑』に拠れば
若年寄トハ、老中即チ年寄ニ対スル称ニテ、若年老中ノ謂ナリ、此職名ハ、土井利隆、酒井忠朝ノ如キ、大老ノ子ニシテ、父ニ随ヒテ政事ニ参セシ時、俗ニ若年寄ト称セシニ始マレリ
とあり、土井利勝の後継者としての利隆、酒井忠勝の後継者としての忠朝は、将来の幕府を背負って立つ若手官僚として育成されていたことが伝わる（出世もほぼ同時である）。つまり酒井家家中だけではなく、幕府からも公に後継者として認められていた上での政治活動である。学問は林羅山に学んだと伝わる。

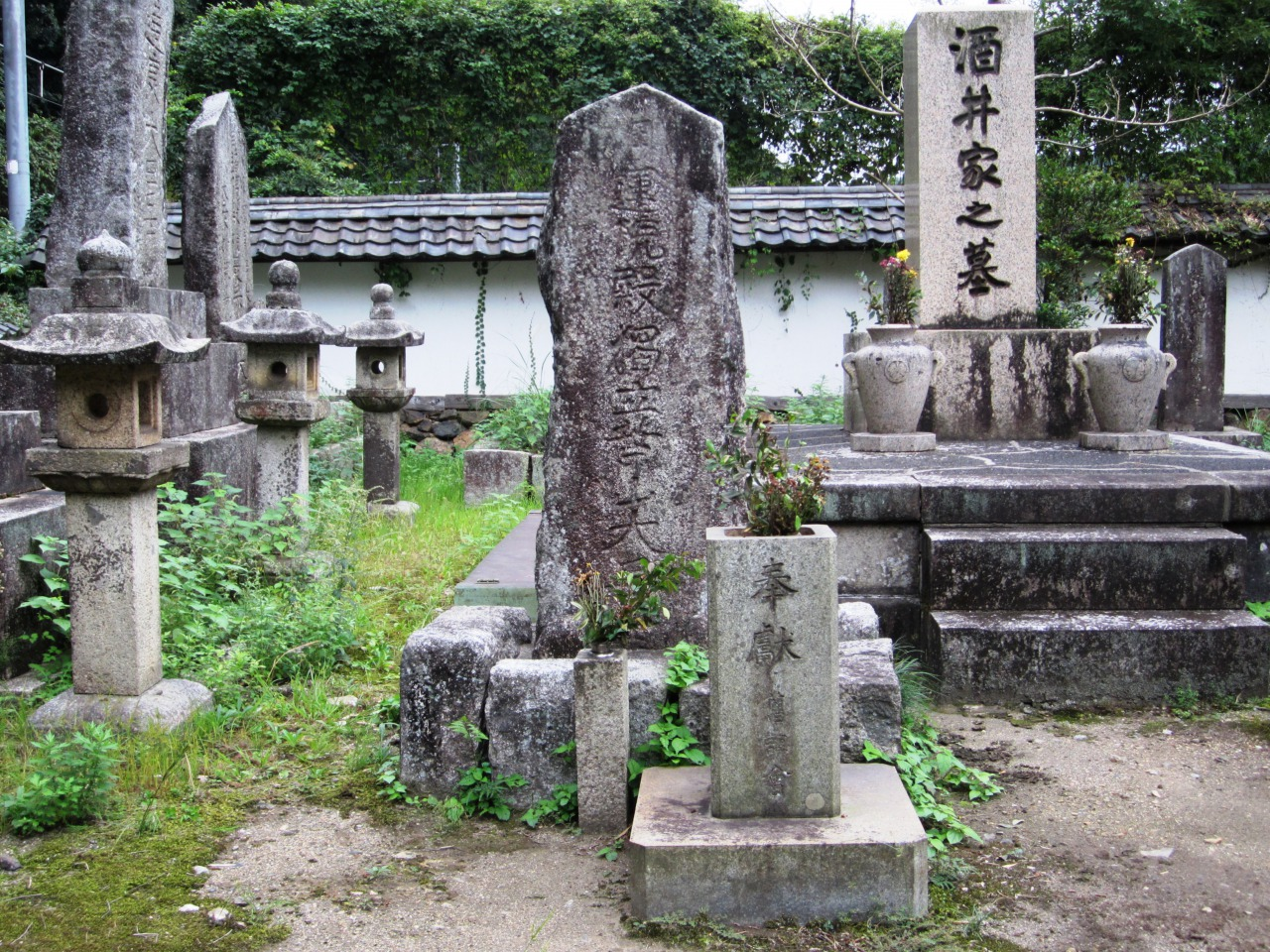
空印寺の墓

慶安2年（1649年）に廃嫡、勘当される。嫡子は末弟の忠直に替わった。廃嫡および幕閣追放の理由は定かではないが、他の閣僚との深刻な対立があったとも伝わる。忠勝の勘気を被ったとも、また忠勝および酒井家家中としては廃嫡は本意ではなかったともされる。
寛文元年（1661年）、小浜酒井家の領地である安房国市部村に移り、勘当は解かれぬまま翌年同所で没した。遺体は安房にて荼毘に付され、小浜の酒井家菩提寺の空印寺へ埋葬された。小浜藩歴代藩主と同格の墓が現存している。のちに小浜藩を継いだ弟の忠直は、忠朝の長男の忠国に対し小浜藩安房領などから1万石を分知し、勝山藩が立てられ、子孫は大名となった。

## 系譜
- 父：酒井忠勝（1587年 - 1662年）
- 母：松平親能の娘
- 正室：おまん - 松平定行の長女
  - 四男：酒井忠国（1651年 - 1683年）
  - 八男：松平定安（1662年 - 1687年）
- 生母不明の子女
  - 五男：酒井忠雄
  - 六男：野々口為重
  - 女子：仙姫 - 鏡智院、松平定頼の養女、松平直明正室
  - 女子：酒井忠直養女 - 亀井政直継室
  - 女子：青山景英室

## 酒井忠朝が登場する作品
漫画
- よしながふみ『大奥』（白泉社）

テレビドラマ
- 大奥〜誕生［有功・家光篇］（演：鈴木伶奈）